# ブラックムーア (キャンペーン設定)
ブラックムーアは、ファンタジー・ロールプレイングゲームのキャンペーン設定であり、一般的には『ダンジョンズ&ドラゴンズ』ゲームに関連している。1970年代初頭に『ダンジョンズ&ドラゴンズ』の共同制作者であるデイヴ・アーネソンの個人的な背景設定として始まり、当初はアーネソンのミニチュア・ウォーゲームの背景設定として、その後『D&D』となるものの初期の試験場として利用された。

## 初期の歴史
ブラックムーアはアーネソンのウォーゲームの集まりから生まれたもので、彼が『指輪物語』や『ダーク・シャドウズ』からのアイデアを含めるためにそれらを拡張し始めた後に生み出されたものである。アーネソンは、中世を扱うミニチュアウォーゲーム『チェインメイル』のファンタジー・サプリメントのルールを、ブラックムーアのダンジョン探索に用いた。ブラックムーアは、成功のために協力プレイを奨励し、果てしなく進歩を繰り返すキャンペーンであった。
ブラックムーア背景設定の起源は、中世のミニチュア戦闘を専門とする国際ウォーゲーム連盟(IFW)の分会のキャッスル&クルセイド・ソサエティである。この団体は当初、ゲイリー・ガイギャックスによって運営されていた。デイヴ・アーネソンが所属するツインシティーズにある別のゲーム団体には、デュアン・ジェンキンス、ビル・ホイト、エド・ウェルンキー、マイク・カー、マーシャル・ホーグフェルトなど多くのメンバーが参加していたが、彼は1970年4月に最初にソサエティに参加したメンバーの1人となった。数ヶ月以内に、ソサエティのリーダーは、団体のメンバー達が区画分けされた土地を授与したり紛争によって勝ち取ったりする、架空の「大王国」を作り出すことを決定した。アーネソンは大王国の遥か北方地域の責任者となり、そこは中世を模したゲームの舞台として始まり、後にブラックムーア設定に至る原型となった。アーネソンの同人誌『コーナー・オブ・ザ・テーブル』には、キャンペーンの最初のゲームがデイブ・ウィズリーの「ブラウンシュタイン」シリーズのゲームを参考にして作られたものであることが記されている：
『コーナー・オブ・ザ・テーブル』の次の号では、中世ヨーロッパ風の戦いを扱ったシリーズ、「ブラックムーア」の戦闘報告の開始が予告された"。当初、「北の辺境」は多人数プレイの継続型ウォーゲームとして準備されており、ブラウンシュタインゲームのような可能性を秘めていた。ブラックムーア男爵領はゲームの中心となり、そこに所属する様々なプレイヤー（ビル・ホイト、マーシャル・ホーグフェルト、デュアン・ジェンキンス）は、当初は善の勢力を代表していた。例えば、デュアン・ジェンキンスは、当初は盗賊の頭として北の辺境を支配し、後に男爵に昇格し、ジェンキンス卿となった。ゲームが進行するにつれて、アーネソンのナポレオン系のゲームプレイヤー達も加わり、ますます多彩な役割を果たすようになっていった。例えば、マイク・カーは村の司祭となり、その後ブラックムーアの司教となった。他の人々は、キャンペーンの初期にジョン・スークアップが演じたウィザードのように、悪の勢力に味方することを選んだ。ブラックムーア・キャンペーンの活動に関する初期の解説は、『ブラックムーア・ガゼット・アンド・ルモアモンガー』と呼ばれるグループ内の簡易新聞に掲載されていた。プレイヤー達は、アーネソンが考案した、革新的なダンジョン探索方式にますます惹かれていった。1972年には、それがゲームの重要な中心となっていた。ブラックムーアの需要が高まるにつれ、アーネソンは自分の地元サークルに所属している他のプレイヤー達に、裁定役の仕事を任せた。
1972年の夏、アーネソンは、『ドゥームズデイブック』13号に「ブラックムーアに関する事実」を詳述した有名な記事を書き、彼の新機軸はキャッスル&クルセイド・ソサエティの他の会員達の注目を集めた。その秋、アーネソンはガイギャックスのためにこのゲームの実演を行い、ダンジョンズ&ドラゴンズへの取り組みが始まった。ルールの開発が進む間もブラックムーアのキャンペーンは継続され、ガイギャックスとそのサークルがレイク・ジェニーバで運営しているグレイホークと呼ばれる並行キャンペーンとの調整が開始された。「ダンジョンズ&ドラゴンズ」の出版後、ブラックムーア・キャンペーンは継続されたが、主要な参加者（アーネソンを含む）の多くがレイク・ジェニーバでの仕事のためにミネアポリスを離れたため、キャンペーンのプレイはより散発的になっていった。

## 最初の出版
最初の『ブラックムーア』製品は1975年にタクティカル・スタディーズ・ルールズ(TSR)から『D&D』の2番目のサプリメントとして出版された（1つ目は『グレイホーク』であった）。この冊子は、執筆者であるデイブ・アーネソンが創り上げた、最初のロールプレイングゲーム用のキャンペーン世界にちなんで命名された。ルール、モンスター、財宝などが追加され、初めて出版されたロールプレイングゲームのアドベンチャーとなる、ブラックムーア・キャンペーンのグルーメン湖地域におけるシナリオ「テンプル・オブ・ザ・フロッグ」が掲載された。しかしながら、『ブラックムーア』には、「テンプル・オブ・ザ・フロッグ」を除いて、ブラックムーアの背景設定そのものに関する情報は一切含まれていなかった。

## ファースト・ファンタジー・キャンペーン
デイブ・アーネソンが執筆し、ジャッジズ・ギルドから1977年に出版された『ザ・ファースト・ファンタジー・キャンペーン』には、実際のブラックムーアのキャンペーン設定に関する情報が追加されている。領地、要塞、指導者の歴史、ブラックムーア・ダンジョンの詳細が掲載されていた。また、拠点を作るための追加ルール、キャラクターの関心や職業なども掲載されていた。
『ザ・ファースト・ファンタジー・キャンペーン』では、シナリオ3（1972年）から、1976年のコンベンションでアーネソンが運営したブラックムーア・ダンジョンまで、ブラックムーア・キャンペーンの各段階で制作された資料を収録していた。『ザ・ファースト・ファンタジー・キャンペーン』のために特別に書き下ろされた新規素材（主に関連文書）は比較的少量であるが、全ての地図と何点かのイラストはジャッジズギルドのボブ・ブレッドソーによって描き直された。それ故に、『ザ・ファースト・ファンタジー・キャンペーン』は、オリジナルのルールやキャンペーンのイベントを保存したダンジョンズ&ドラゴンズ以前の素材の豊富な保存庫となった。例えば、『ドゥームズデイブック』13号に掲載された「ブラックムーアに関する事実」の全文が収録されている。また、1972年頃の価格表や、1972年後半のブラックムーア集団のグルーメン湖への亡命を端緒とする支配も含まれていた。
初版（1977年）：表紙と冊子全体はモノクロ印刷である。表紙には、副題として「プレイング・エイド」が付加され、『ザ・ファースト・ファンタジー・キャンペーン・プレイング・エイド』と記載されていた。手前に木があり、その下にファイアーエレメンタルがおり、その下に「デイヴ・アーネソン著」と「ジャッジズギルド」と書かれている、ほぼ円形の大きな画像になっている。表紙には他の文言はなく、価格も記載されていない。裏表紙には「戦利品一覧」と題された商品リストがあり、最高の番号は35で、「新非関連商品」には36～39の商品番号が付けられている。ファースト・ファンタジー・キャンペーン・マップスの初版が付属している。この本は、92の番号付きページと、表紙、表紙裏、裏表紙、目次で構成されており、合計96ページである。フォントを小さくしてページ数を減らした後の再編集版には、濃い赤色の表紙が使われた。

## DAシリーズのモジュール
アーネソンは1980年代初頭にTSRを去ったが、ブラックムーアは『D&D』の伝承の一部として残り、後の多くのサプリメントで言及されている。その後、『アドバンスト・ダンジョンズ&ドラゴンズ』(AD&D)ゲーム向けにグレイホークの世界が再出版された際、地図北西部にある謎の黒氷の北極地域がブラックムーア（ないしはブラックムアー）と呼ばれるようになった。しかしながら、アーネソンのブラックムーアは、『ベーシック・ダンジョンズ&ドラゴンズ』（ベーシックD&D）という、それまでとは異なるルールシステムと背景設定に統合された。
様々な理由によって、TSRは当時、『AD&D』と『ベーシックD&D』という2種類の主力ゲーム製品系列を出版していた。『ベーシックD&D』は幾つかのサプリメントに渡って独自のキャンペーン設定を展開し、それは当初は単に「ノウン・ワールド」、後には「ミスタラ」と呼ばれるようになった。ミスタラの歴史が体系化された時、アーネソンのブラックムーアはこの世界の遠い過去に存在し、高度な科学文明を達成した後、惑星の地軸移動をもたらしたほどの世界的な大災害によって自滅したことが設定された。
その影響力は当時TSRが出版した背景世界の少なくとも1つの中心となっていたが、アーネソンが構築したブラックムーアの実際の設定はまだ発表されていなかった。これは1980年代半ばに、DAシリーズのアドベンチャーモジュールによってようやく改善されたが、これは冒険者のパーティをミスタラの過去に連れて行き、ブラックムーアを訪問させる内容のものである。第1弾のDA1 『アドベンチャーズ・イン・ブラックムーア』では、ブラックムーアの地理や政治、キャラクター達がそこを旅するための手段が概説されている。DA2 『テンプル・オブ・ザ・フロッグ』は、最初の『ブラックムーア』サプリメントに掲載されていたシナリオを拡張したものである。DA3 『シティ・オブ・ザ・ゴッズ』では、ブラックムーア王国の近傍に墜落した宇宙船を探索し、それによって意図的な時代錯誤を生じさせている。DA4 『ザ・ダッチー・オブ・テン』は、侵略してくる蛮族の大群を扱った作品であるが、デイヴ・アーネソン自身のキャンペーンの記録に由来していない唯一の作品である。第5弾となるDA5 『シティ・オブ・ブラックムーア』の出版が予告されたが、執筆、出版されることはなかった。
それ以降はブラックムーアを直接扱うアドベンチャーがTSRから出版されることはなかったが、その後のミスタラ関連製品ではブラックムーアへの言及は続いた。例えば、天界と地上を巻き込んだ大規模な戦争を描いた叙事詩的なサプリメント『ザ・ラス・オブ・ジ・イモータルズ』は、何千年も前にブラックムーアの近傍に墜落した宇宙船から、保存されていた制御室が発見されたことで山場を迎える。

## 後に出版された版
『ベーシックD&D』ゲームと『ミスタラ』背景設定が打ち切られた後、アーネソンが死去する前に働いていたツァイトガイスト・ゲームズは、2004年にグッドマン・ゲームズから出版されたd20システム版のブラックムーアである『デイヴ・アーネソンズ・ブラックムーア・キャンペーン・セッティング』の更新版を制作した。
グッドマン・ゲームズとツァイトガイスト・ゲームズはブラックムーアのアドベンチャーモジュールも制作している。2009年、ツァイトガイスト・ゲームズは『D&D』第4版のブラックムーア・キャンペーン・ガイドを発売した。

## デイヴ・アーネソンズ・ブラックムーア：ザ・MMRPG
また、RPGAが主催したリビング・キャンペーンと類似した形態の、ツァイトガイスト・ゲームズ主催の多人数参加型ロールプレイングゲーム(MMRPG)キャンペーンが展開された。